# Mira (winkelcentrum)
Het mira is een winkelcentrum dat in 2008 werd geopend in de wijk Nordhaide in München aan de Schleißheimer Straße ter hoogte van de Dülferstraße, waar de noordelijke districten Milbertshofen-Am Hart en Feldmoching-Hasenbergl samenkomen.
Op 25.000 m², verspreid over drie winkelverdiepingen, zijn er 52 speciaalzaken. Op drie daarboven gelegen verdiepingen is een parkeergarage met circa 750 parkeerplaatsen aanwezig. 10 jaar na de opening stond zo'n 20% van de winkelruimte leeg. Het klassieke winkelcentrum wordt daarom omgezet naar het concept van een stadsdeelcentrum. 

## Ligging
Het winkelcentrum aan de Schleißheimer Straße 506 is te bereiken via de A9, A99 en heeft een directe verbinding met het metrostation Dülferstraße . 

## Architectuur
De projectontwikkelaar van het project van 120 miljoen euro was FONDARA - Gesellschaft für Immobilienentwicklung und Projektmanagement mbH. Het plan voor het winkelcentrum werd ontworpen door architectenbureau Chapman Taylor. De verantwoordelijke projectarchitect was Ruprecht Melder. Het architectenbureau Léon - Wohlhage - Wernik was verantwoordelijk voor het gevelontwerp. De bouw begon in 2005.  
De west-, noord- en de noordelijke helft van de oostgevel met een aansluitende oppervlakte van 5.800 m² bestaat uit kleurig gelakte metalen panelen die in de vorm van prisma's voor de muren zijn geplaatst. Doordat de zijkanten van de prisma's anders gekleurd zijn, zijn de gevels vanuit het zuidwesten en vanuit het noordwesten in verschillende kleuren zichtbaar. Daartussen is er een geleidelijke overgang, waardoor het beeld van het gebouw dynamisch verandert in het voorbijgaan.   
Naast de gekleurde panelen bevat de gevel ook velden met spiegelpanelen gemaakt van gepolijst aluminiumplaat, die de lucht en de tegenoverliggende gebouwen weerspiegelen.   
De installatie van de gevel startte in 2007.
Het mira ontving in 2009 de "DGNB Gold Award for sustainable buildings" van het Deutschen Gesellschaft für Nachhaltiges Bauen.
Het mira heeft van alle winkelcentra in Europa, de grootste thermische installatie, waarbij grondwater wordt gebruikt voor als koeling. Via warmtewisselaars wordt 80% van de warmte-energie van de binnenlucht gebruikt bij het verwarmen van de verse lucht bij de luchtverversing. Op deze manier kan in het stookseizoen 50 procent op de stookkosten bespaard. Het mira gebruikt 40 procent minder energie in vergelijking met conventioneel gebouwde, moderne winkelcentra. Op deze manier wordt de uitstoot van circa 1000 ton kooldioxide voorkomen. Als onderdeel van een landelijk onderzoeksproject zal de milieutechnologie ook na opening verder geoptimaliseerd worden.

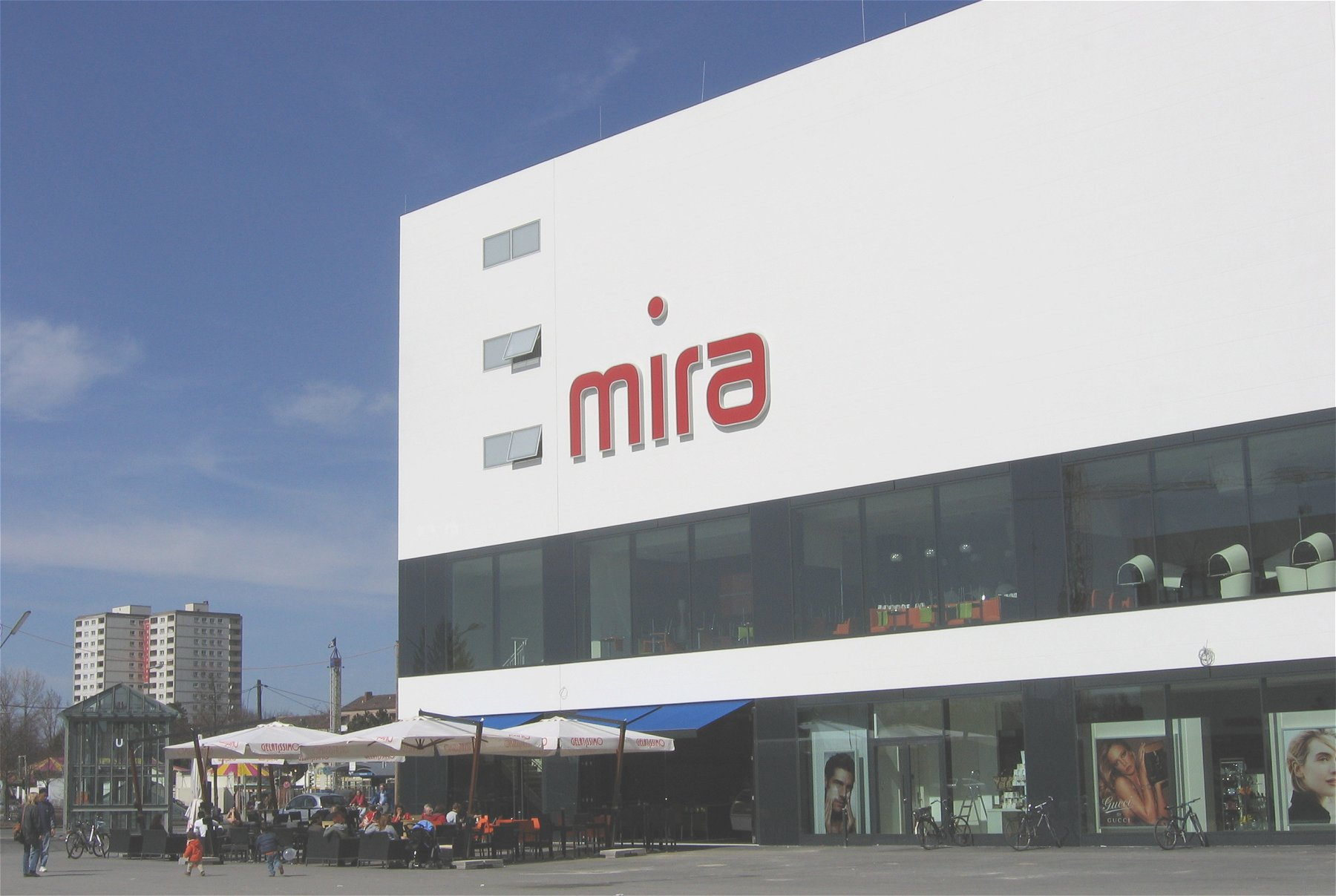
Zuidkant van het centrum
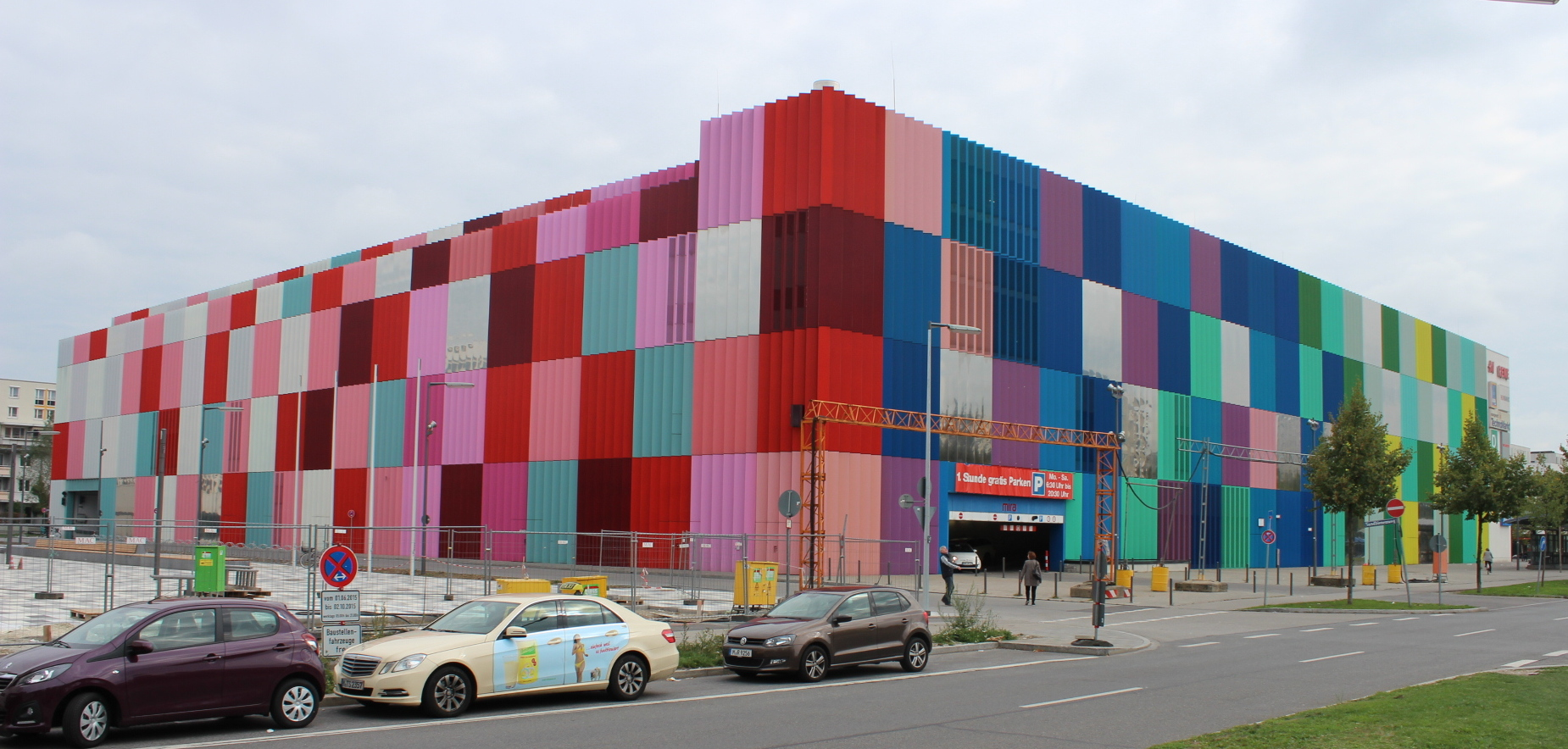
Gevel aan de noordwestzijde
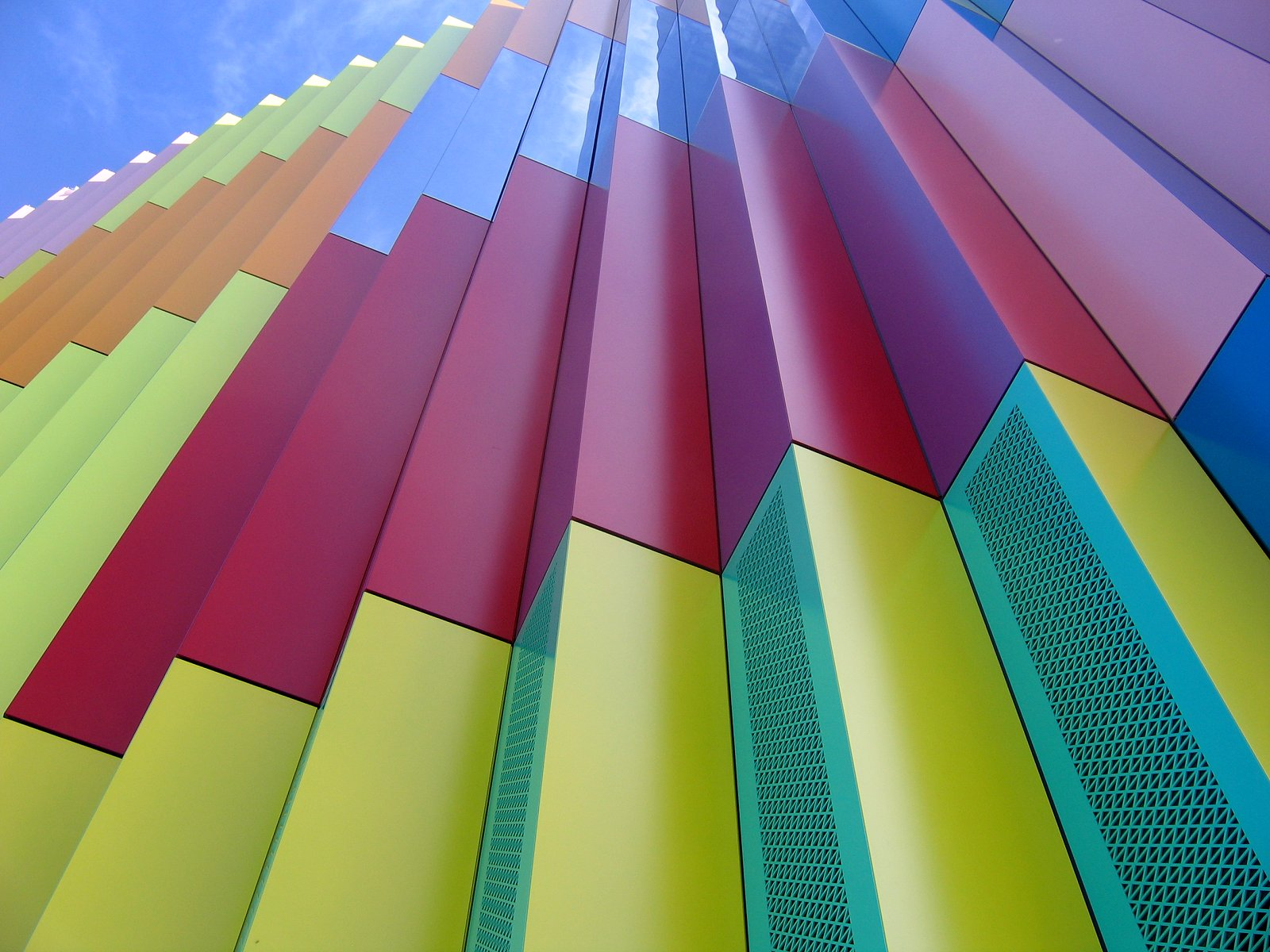
Gekleurde metalen prisma's aan de westgevel
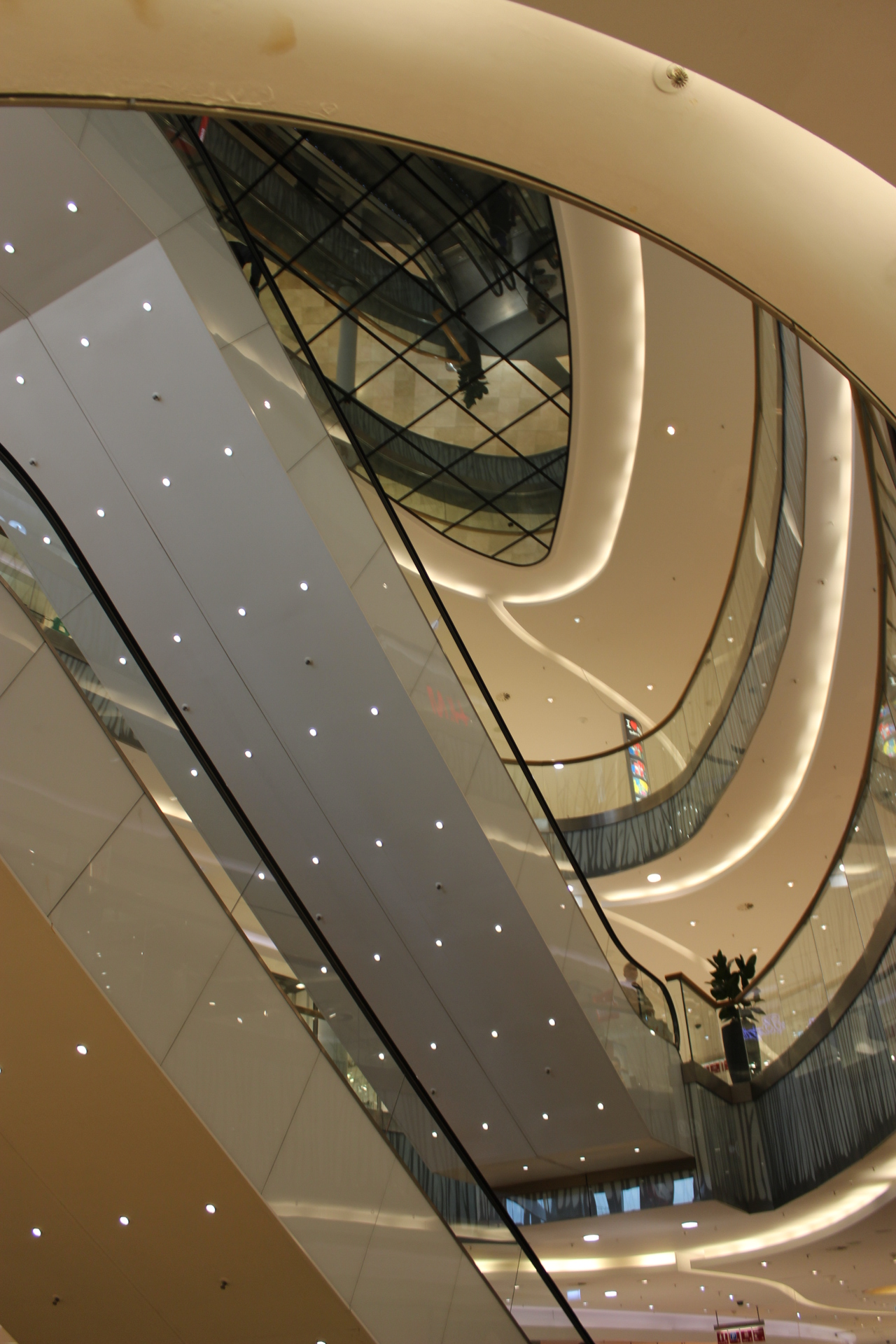
Forum Zuid